# أندريه ماتيو
أندريه ماتيو هو ملحن وعازف بيانو كندي، ولد في 18 فبراير 1929 في مونتريال في كندا، وتوفي بنفس المكان في 2 يونيو 1968.

## وصلات خارجية
- أندريه ماتيو على موقع ميوزك برينز (الإنجليزية)
- أندريه ماتيو على موقع ديسكوغز (الإنجليزية)